# Arena Filipina
La Arena Filipina (en inglés: Philippine Arena) es un pabellón deportivo multiusos en Ciudad de Victoria, en una zona empresarial turística de 75 hectáreas en Bulacán, localidad situada 20 km al norte de Manila, en Filipinas.
Con una capacidad de hasta 55 000 personas se convirtió en el estadio cubierto más grande del mundo tras su finalización, el recinto está inserto en un parque deportivo que incluye además el Philippine Sports Stadium y el más pequeño Phil Sports Center.
Es la pieza central de los muchos proyectos del centenario de la "Iglesia ni Cristo" (INC) para su gran celebración, el 27 de julio de 2014. el propietario legal de la arena es la Universidad de la Nueva Era. El pabellón también es usado para deportes como el baloncesto, tenis o el boxeo.
Populous, una firma de mega-arquitectura global, diseñó el escenario a través de su oficina en Brisbane, Australia. La arena ha sido maestro planea permitir que al menos 50 000 personas para reunir el interior del edificio y otro de 50 000 a reunirse en un "sitio en vivo 'o plaza exterior para participar en grandes eventos. La arena es un recipiente de un solo lado. El tazón menor será la parte más utilizada del edificio y el diseño arquitectónico permite una fácil separación de la taza más baja desde el nivel superior, por curtaining con propiedades acústicas y térmicas.
La disposición de los asientos de la arena es diferente de la de una arena estándar donde la etapa se encuentra en el centro y está rodeado de asientos. Los asientos de la arena se asemeja mucho a la de un anfiteatro griego, construido en un semicírculo con los asientos en los laterales y la parte delantera de la etapa de la arena. Los asientos se dividen en tres secciones. Cada una de las secciones son de color verde, blanco y rojo los colores de la bandera Iglesia ni Cristo.
Construido sobre 99 200 metros cuadrados de terreno y tiene una cúpula de más de 9000 metros cuadrados. El techo se extiende por unos 170 metros y contiene 9000 toneladas de estructuras de acero. El techo se hizo como una unidad separada para reducir la carga sobre la arena con la carga extra. La arena es de 65 metros de altura, o cerca de quince pisos de altura y fundadas en la construcción de la pila. Para cargas sísmicas, aproximadamente un tercio de la carga muerta del edificio fue diseñado. El edificio también se dividió en estructura múltiple para fortalecer la resistencia del terremoto de la arena.